# Равина, Жан-Анри
Жан-Анри Равина (фр. Jean-Henri Ravina; 20 мая 1818, Бордо — 30 сентября 1906, Париж) — французский пианист-виртуоз, композитор, музыкальный педагог.

## Биография
Первоначально обучался музыке у своей матери, Эжени Равина, известного профессора в Бордо. Впервые выступил на публике, исполняя произведения Фридриха Калькбреннера, в возрасте восьми лет, и присутствовавший на концерте скрипач Пьер Роде посоветовал ему продолжить музыкальное обучение. Затем Равина отправился в Париж, где посещал частную музыкальную школу отца Шарля-Валентена Алькана, позже поступил в класс фортепиано Пьера-Жозефа-Гийома Циммермана в Парижской консерватории. Там он также изучал контрапункт у Антонина Рейха и Эме Леборна. В 1834 году получил первую премию за игру на фортепиано.
Писал музыкальные сочинения для фортепиано, преимущественно этюды, которые ставят наряду с этюдами Э. Мошелеса и И. Крамера. В 1858 г. посетил Россию и выступал с успехом в Санкт-Петербурге.
Автор пьес для фортепиано: концертов, рондо, дивертисментов, вариаций и фантазий. Он также сделал транскрипцию симфоний Бетховена для фортепиано для четырёх рук.